# Formiga (fotbollsspelare)
Miraildes Maciel Mota, även kallad Formiga, född den 3 mars 1978 i Bahia, Brasilien, är en brasiliansk fotbollsspelare. Vid fotbollsturneringen under OS 2008 i Peking deltog hon i det brasilianska lag som tog silver. 